# بخش راگلز (شهرستان اشلند، اوهایو)
بخش راگلز (به انگلیسی: Ruggles Township) یک منطقهٔ مسکونی در ایالات متحده آمریکا است که در شهرستان اشلند، اوهایو واقع شده‌است.
 بخش راگلز ۶۷٫۴ کیلومتر مربع مساحت و ۹۰۵ نفر جمعیت دارد و ۳۳۱ متر بالاتر از سطح دریا واقع شده‌است.